# ツイテル!?
ツイテル!?は、2012年4月6日から9月28日までIBC岩手放送で毎週金曜日に放送されていたラジオ番組。

## 放送時間
- 毎週金曜日 21:00 - 23:00（プロ野球中継延長の場合最大1時間短縮）

## パーソナリティ
- 松原友希（IBCアナウンサー）
- まつみたくや
- 関向良子（放送当時大学生）

## 概要
前番組『feat.i』に引き続き音楽情報を紹介の他に「IBCミュージックランキング」の発表、早口言葉にリスナーが挑戦する企画、プレゼントクイズや岩手県在住の中学生歌手臼澤みさきに電話を繋いだり、2012年に岩手で行われた「ナキワラ!」PRで「ニューライフ・アドベンチャー運動実行委員会」の実行委員が出演する。
パーソナリティの松原が、2012年10月開始の新番組『マカタトSTUDIO 3600』の担当が決まり、当番組は半年で終了。後番組は文化放送およびニッポン放送の番組をネット受けすることになり、IBCの自社制作による金曜夜のワイド番組は一旦幕を閉じたが、番組終了から半年後の2013年4月5日から、同時間帯で『冨田奈央子のアフタースクールらじお!』の放送を開始し、自社制作に復することになった。